# Hesperencyrtus
Hesperencyrtus is een geslacht van vliesvleugeligen uit de familie Encyrtidae. De wetenschappelijke naam van dit geslacht is voor het eerst geldig gepubliceerd in 1971 door Annecke.

## Soorten
Het geslacht Hesperencyrtus omvat de volgende soorten:
- Hesperencyrtus gordhi (Fatma & Shafee, 1989)
- Hesperencyrtus lycoenephila (Risbec, 1951)